# A katasztrófaművész
A katasztrófaművész (eredeti cím: The Disaster Artist) 2017-es amerikai életrajzi-vígjáték, melyet James Franco készített és rendezett. A főszereplők James és Dave Franco, Seth Rogen, Alison Brie, Ari Graynor, Josh Hutcherson és Jacki Weaver.
Az Amerikai Egyesült Államokban 2017. december 8-án mutatták be. Magyarországon DVD-n jelent meg, 2018. május 30-án.

## Cselekmény
A film Tommy Wiseau történetét mutatja be, illetve hogy hogyan készítette el a The Room című filmet, amit a közönsége szórakoztatóan rossznak talált.

## Szereplők
| Szerep            | Színész                      | Magyar hang         | Leírás |
| ----------------- | ---------------------------- | ------------------- | --- |
| Greg Sestero      | Dave Franco                  | Hamvas Dániel       | Line producer és színész, aki Mark-ot játssza el A szobában.                                                 |
| Tommy Wiseau      | James Franco                 | Dévai Balázs        | Író, rendező, producer, executive producer és színész, aki Johnny-t játssza el A szobában.                   |
| Sandy Schklair    | Seth Rogen                   | Fesztbaum Béla      | A forgatókönyv-felügyelője, aki hamarosan a de facto rendezője lesz, amint a produkció megszűnik.            |
| Juliette Danielle | Ari Graynor                  | Mezei Kitty         | Egy színésznő, aki Lisa-t alakítja A szobában.                                                               |
| Amber             | Alison Brie                  | Bogdányi Titanilla  | Greg Sestero barátnője.                                                                                      |
| Carolyn Minnott   | Jacki Weaver                 | Rátonyi Hajni       | Egy színésznő, aki Claudette-t ábrázolja A szobában.                                                         |
| Raphael Smadja    | Paul Scheer                  | Karácsonyi Zoltán   | Az első operatőr.                                                                                            |
| Dan Janjigian     | Zac Efron                    | Markovics Tamás     | Egy színész, aki Chris-R-t játssza el A szobában.                                                            |
| Philip Haldiman   | Josh Hutcherson              | Szatory Dávid       | Egy színész, aki Denny-t játssza el A szobában.                                                              |
| Robyn Paris       | June Diane Raphael           | Ligeti Kovács Judit | Egy színésznő, aki Michelle-t ábrázolja A szobában.                                                          |
| Mrs. Sestero      | Megan Mullally               | Vándor Éva          | Greg Sestero édesanyja.                                                                                      |
| Peter Anway       | Jason Mantzoukas             | Nagypál Gábor       | Birns és Sawyer képviselője.                                                                                 |
| Scott Holmes      | Andrew Santino               |                     | Egy színész, aki Mike-ot játssza el A szobában.                                                              |
| Kyle Vogt         | Nathan Fielder               | Tóth Barnabás       | Egy színész, aki Peter-t játssza el A szobában.                                                              |
| Iris Burton       | Sharon Stone                 | Básti Juli          | Greg Sestero ügynöke.                                                                                        |
| Jean Shelton      | Melanie Griffith             | Kovács Nóra         | Tanár egy színészeti osztályon, ahol Wiseau és Sestero részt vett.                                           |
| Bill Meurer       | Hannibal Buress              | Zöld Csaba          | Birns és Sawyer tulajdonosa, aki Wiseau által színpadot bérel.                                               |
| Önmaga            | Bryan Cranston (cameoszerep) | Hirtling István     | Színész és rendező, aki kisebb szerepet játszik Sestero-val a Már megint Malcolm című televíziós sorozatban. |
| Önmaga            | Judd Apatow (cameoszerep)    |                     | Wiseau által elismert filmproducer.                                                                          |
| Nate              | Jason Mitchell (cameoszerep) |                     | |

Kisebbek szerepben megjelennek: Kristen Bell (Vadász Bea), Ike Barinholtz (Horváth-Töreki Gergely), Adam Scott (Fesztbaum Béla), Kevin Smith (Kapácsy Miklós), Keegan-Michael Key (Zöld Csaba), Lizzy Caplan (Sipos Eszter Anna), Danny McBride (Kardos Róbert) és J. J. Abrams (Stern Dániel)